# Gunilla Jönson

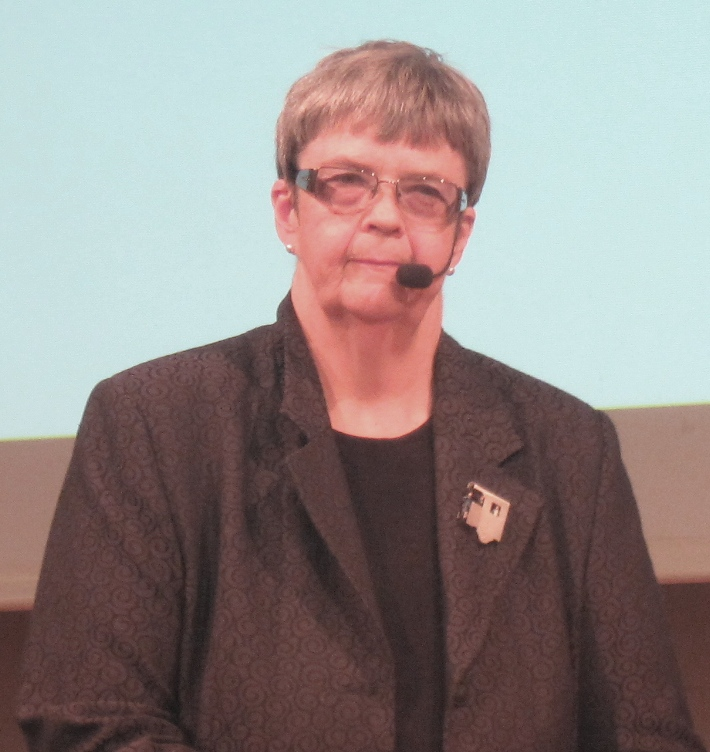
Gunilla Jönson 2009

Gunilla Jönson, född 1943, är en svensk maskiningenjör. Hon var rektor för Lunds tekniska högskola 2002–2007.
Gunilla Jönson är den fjärde generationen ingenjörer i sin släkt på fädernet, som härstammar från gården Långenäs utanför Mölnlycke. Hon föddes i Grängesberg där fadern, civilingenjör i elektroteknik, byggde upp Gränges Kraft AB. Liksom sin farfars far studerade hon vid Chalmers tekniska högskola, där hon 1967 avlade civilingenjörsexamen i maskinteknik. Efter arbete vid Packforsk och doktorandstudier vid Michigan State University doktorerade hon vid Chalmers 1974. Hon har varit verksam som forskare både vid MIT och vid Lunds tekniska högskola där hon sedan 1994 i egenskap av professor i förpackningslogistik lett arbetet på avdelningen för förpackningslogistik. Hon blev prorektor i på Lunds Tekniska Högskola 1999 och blev 2002 högskolans första kvinnliga rektor.
Jönson blev ledamot av Ingenjörsvetenskapsakademien 1994.
2009 tilldelades hon Ekmanmedaljen av Svenska Pappers- och Cellulosaingenjörsföreningen.

### Fotnoter
1. ↑  Jönson, Gunilla (1974) (på engelska). Economy and product protection of corrugated board containers.. Doktorsavhandlingar vid Chalmers tekniska högskola. Ny serie, 0346-718X ; 96. Göteborg. Libris 87383
2. ↑  ”2009 års Ekmanmedalj till Gunilla Jönson”. SPCI - Svenska Pappers- och CellulosaIngenjörsföreningen. Arkiverad från originalet den 20 januari 2018. https://web.archive.org/web/20180120124337/http://www.design.lth.se/fileadmin/forpackningslogistik/Dokument/Gunilla_Jonson_medalj.pdf. Läst 20 januari 2018.